# San Marcos (Granada)
San Marcos es una localidad y pedanía española perteneciente al municipio de Benamaurel, en la provincia de Granada, comunidad autónoma de Andalucía. Se encuentra a una altitud de 730 m. y cuenta con una población de 230 habitantes (INE, 2023).
Situada sobre la vega del río Guardal, es la pedanía más cercana a Benamaurel (entre ambas localidades hay apenas 2 km de distancia). La población habita mayoritariamente en cuevas. Las fiestas locales se celebran durante el tercer fin de semana de mayo, evidentemente en honor a San Marcos; y en ellas existe la tradición de repartir pan con queso bendecido.
- Datos: Q6119285